# Fažanski kanal
Fažanski kanal leži v severnem delu Jadranskega morja ob jugozahodni obali Istre in loči Brionske otoke od celine. Meja kanala poteka znotraj črte od rta Barbariga na severu do čeri Kabula pri otoku Gaz, na jugu pa do črte med rtom Proština na celini in rtom Peneda na  Velikem Brionu. Dolg je okoli 12 km, širok do 2 km in globok med 14 do 30 m.